# Karl-Friedrich Haas
Karl-Friedrich Haas   (Berlín, 28 de juliol de 1931 - Nuremberg, 12 d'agost de 2021) va ser un atleta alemany, especialista en els 400 metres, que va competir durant la dècada de 1950.
El 1952 va prendre part en els Jocs Olímpics d'Estiu de Hèlsinki, on disputà dues proves del programa d'atletisme. Formant equip amb Günter Steines, Hans Geister i Heinz Ulzheimer, guanyà la medalla de bronze en els 4x400 metres, mentre en els 400 metres fou quart. Quatre anys més tard, als Jocs de Melbourne, disputà tres proves del programa d'atletisme. Fou l'encarregat de portar la bandera alemanya en la cerimònia inaugural dels Jocs. Guanyà la medalla de plata en els 400 metres, rere Charlie Jenkins, fou quart en els 4x400 metres i quedà eliminat en sèries en els 200 metres.
En el seu palmarès també destaquen una medalla de plata al Campionat d'Europa d'atletisme de 1954, i una de plata i una de bronze als de 1958. A nivell nacional guanyà cinc campionats alemanys dels 400 metres entre 1952 i 1956. Durant la seva carrera esportiva va millorar el rècord del món dels 200 metres i 4x100 metres i el d'Europa dels 100 metres. El 1957 fou escollit esportista alemany de l'any.
El 1956 es va casar el 1956 amb la també atleta Maria Sturm. El seu fill, Christian Haas, va ser un destacat atleta. El 1988 va escriure la seva autobiografia.

## Millors marques
- 200 metres. 21.0" (1956)
- 400 metres. 46.29" (1956)[1][4]